# Park im. Ronalda Reagana

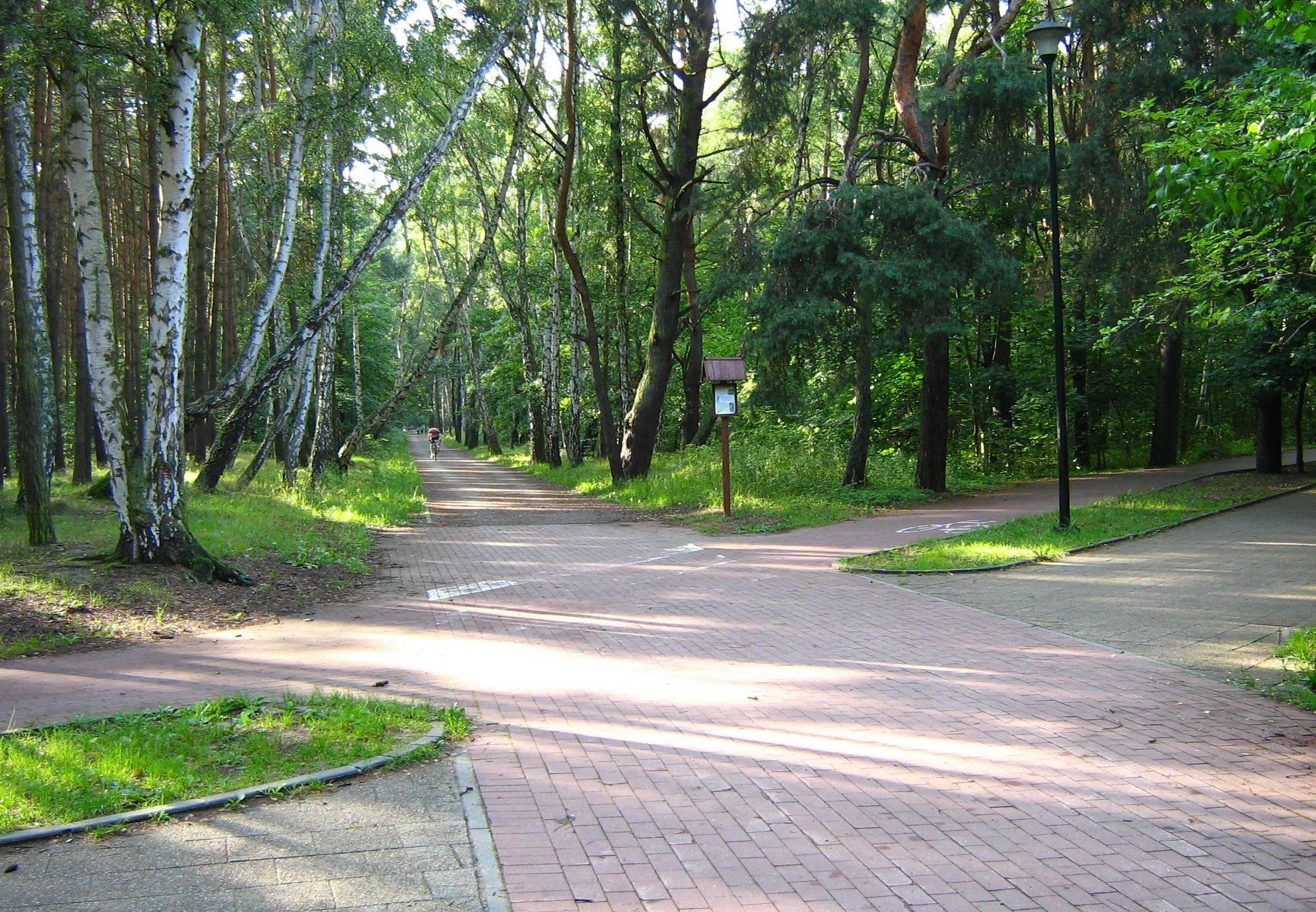
Część leśna parku ze ścieżką edukacyjną

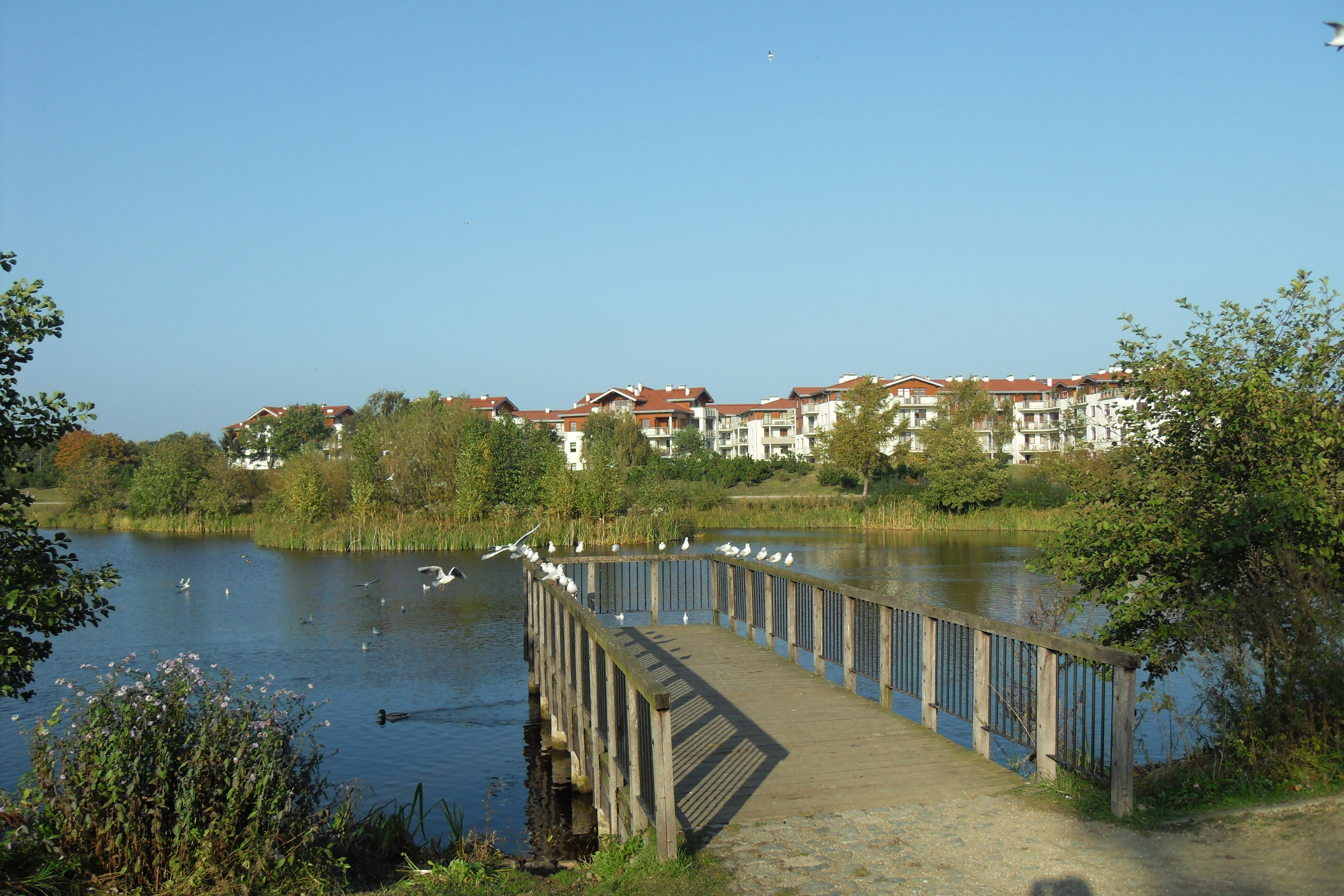
Część północna ze stawami

Park Nadmorski im. Ronalda Reagana – park nadmorski w Gdańsku, położony w północnej części miasta, na obszarze dzielnic Przymorze Wielkie i zachodniej części Brzeźna oraz wschodniej części dzielnicy Żabianka-Wejhera-Jelitkowo-Tysiąclecia.

## Obszar
Park rozciąga się od ul. Pomorskiej w Jelitkowie do al. Hallera w Brzeźnie. Granicę parku od strony zamieszkanych części Przymorza oraz Zaspy wyznaczają ulice Czarny Dwór i Lecha Kaczyńskiego, a w przyszłości – Droga Zielona. Od plaży oddzielony jest drogą rowerową i pasem ochronnym wydm, jak również – na niektórych odcinkach – lasem nadmorskim i zabudową.
Jest to największy z gdańskich parków, jego powierzchnia wynosiła początkowo około 40 ha; powstał w latach 2003–2006. Według stanu na 2009 rok powierzchnia parku wynosiła 55,5 ha; w roku 2014 poszerzony został o kolejne tereny. Obecnie Gdański Zarząd Dróg i Zieleni szacuje jego powierzchnie na ok. 85 ha.
Jest jednym z najnowszych parków w mieście; wcześniej na jego miejscu znajdowały się nieużytki, zaniedbany las oraz ogródki działkowe.

## Zagospodarowanie
Na terenie parku znajdują się dwa stawy wodne oraz tereny rekreacyjne: nowoczesne ścieżki rowerowe i skatepark. Cały obszar parku jest całkowicie wyłączony z ruchu pojazdów silnikowych. Na terenie parku na stałej wystawie „Wielcy Gdańszczanie” są prezentowane rzeźby, które powstały w trakcie XXVII Pleneru Rzeźby z Granitu Kaszubskiego. Odbył się on w dniach 1–30 września 2008 w Kaszubskim Parku Etnograficznym we Wdzydzach. W parku są eksponowane wybrane prace z Festiwalu Form Przestrzennych „Rozdroża Wolności”.

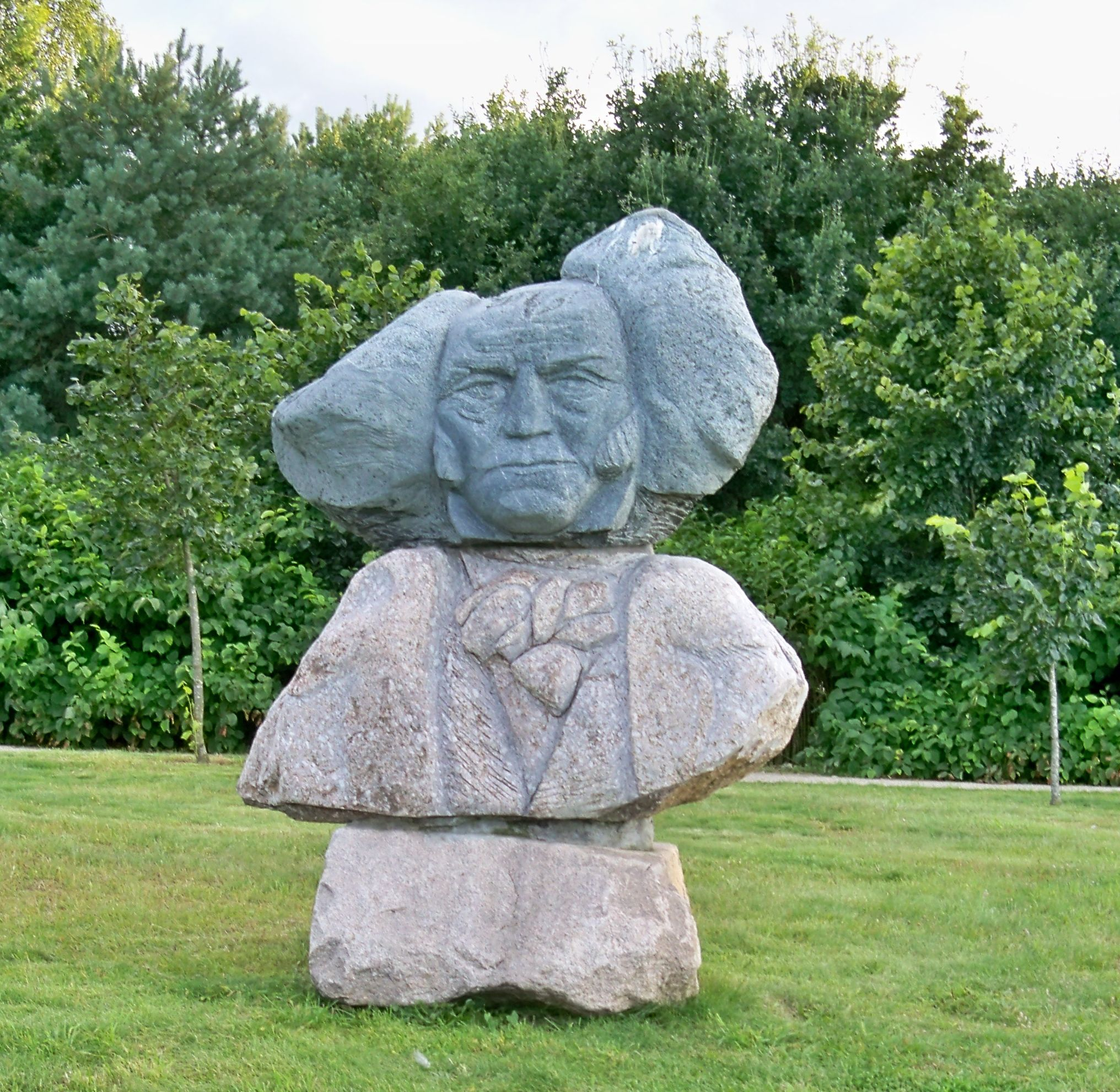
Wizerunek Arthura Schopenhauera – jedna z rzeźb wystawy „Wielcy Gdańszczanie”
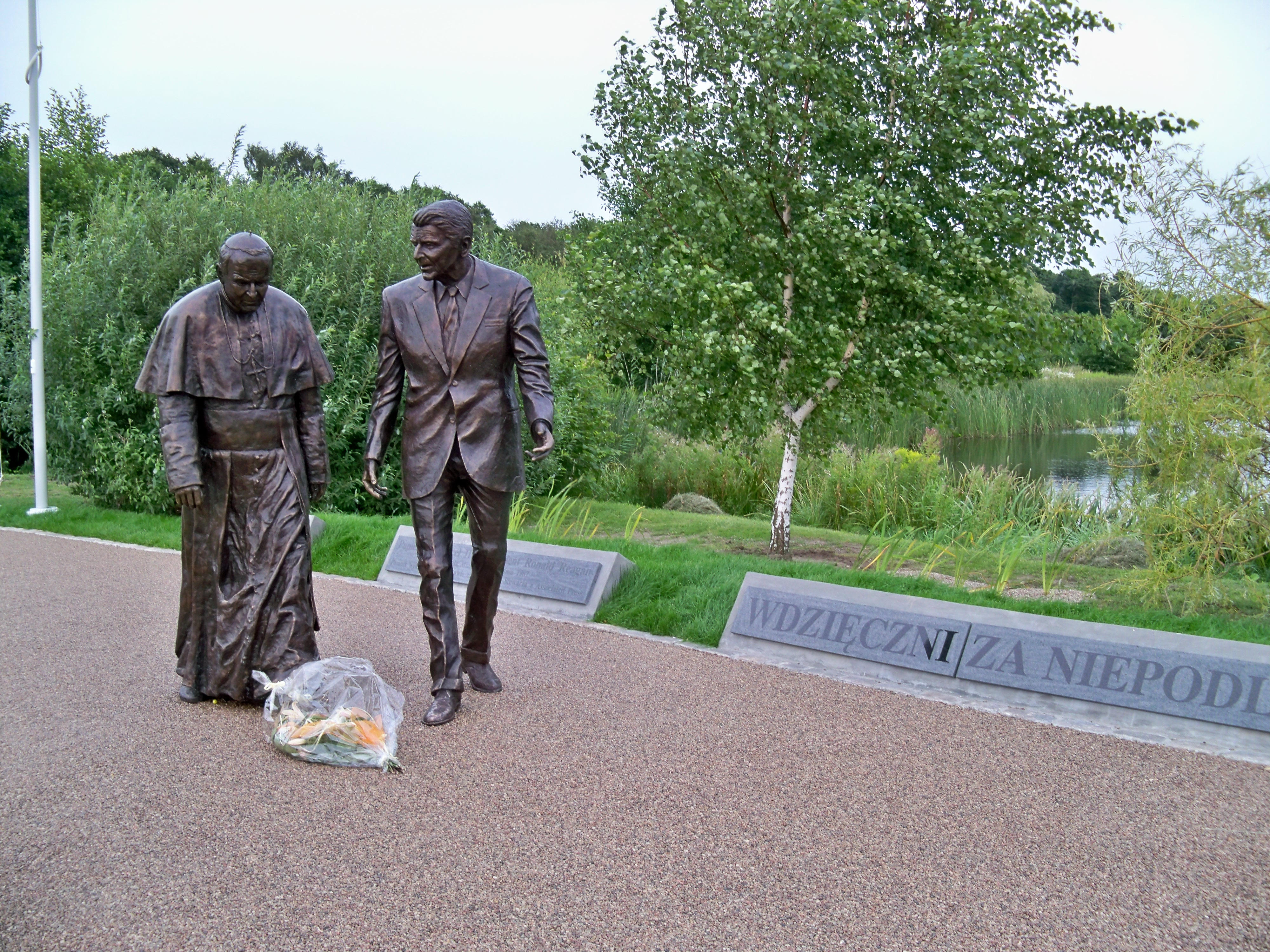
Pomnik Papieża Jana Pawła II i prezydenta Ronalda Reagana[8], projektu Szczepana Bauma
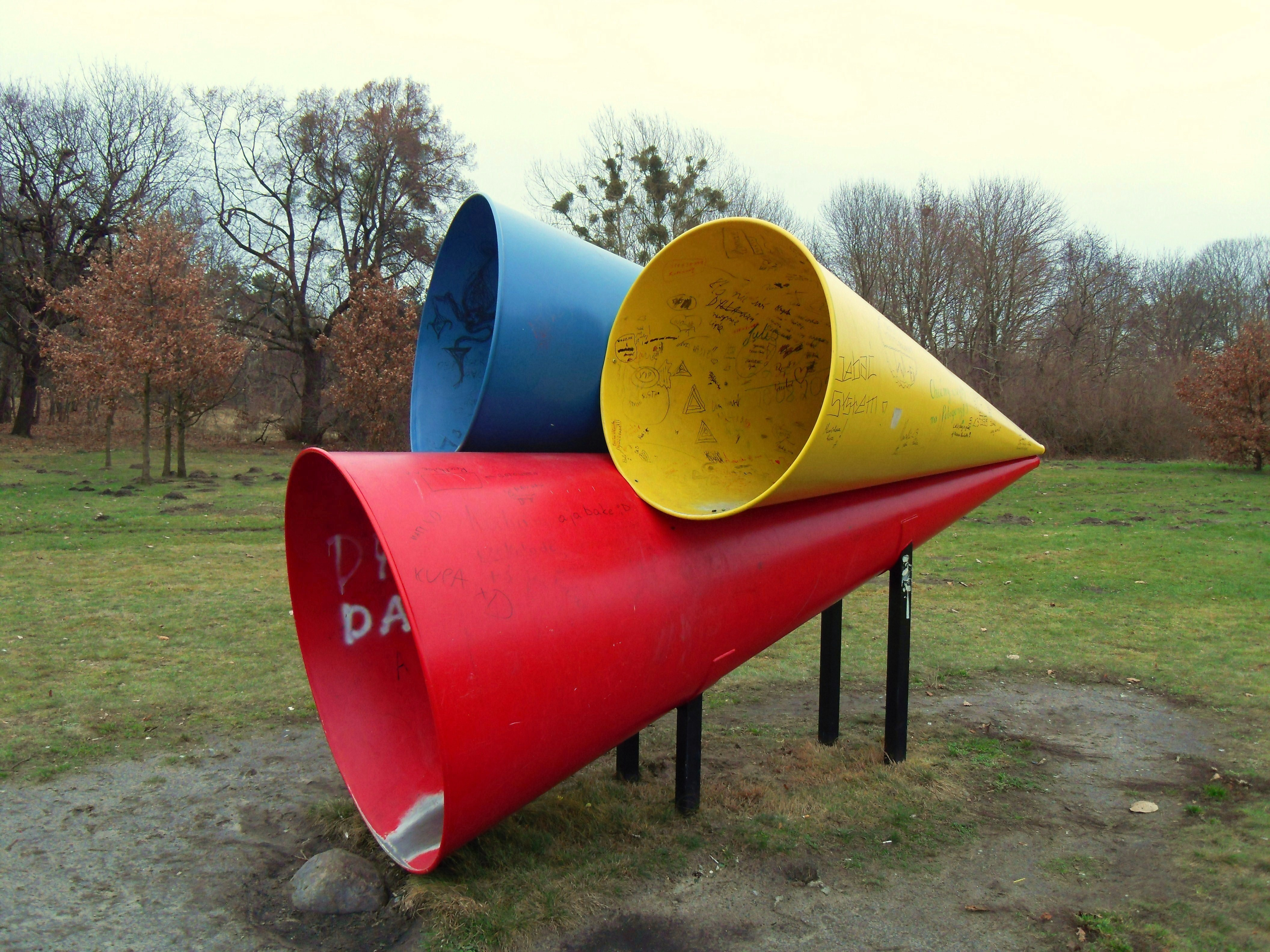
Praca „Nagłaśniacz myśli”, Festiwal Form Przestrzennych „Rozdroża Wolności”